# 修羅 (バンプレストオリジナル)
修羅（しゅら）とは、『スーパーロボット大戦シリーズ』に登場する架空の種族、およびその集団である。

## 概要
異世界「修羅界」に存在する戦闘種族。強い者が弱い者を支配する弱肉強食の社会で、頂点に立つ者は修羅王と呼ばれている。長年争い続けてきたことで修羅界が疲弊し崩壊の危機にさらされたため、別の次元にある修羅界同様争いの絶えない地球へ侵攻した。
修羅の戦士は拳法を体得し徒手空拳で戦う。修羅王の言では修羅界の拳法には7つの流派があり、劇中ではフォルカとフェルナンドが使う「機神拳（きしんけん）」、アリオンが使う「魔朧拳（まろうけん）」（実際にはアリオンの我流）、アルカイドが使う「覇皇拳（はおうけん）」が登場している。多くの下級修羅達は実力がない限り名前を名乗ることや仮面を外すことも許されない。
その戦いの歴史は2,000年におよぶ。戦闘に偏った社会ではあるが、烈級修羅神の製造や転空魔城の解析など、ある程度の技術力も保有している。また、マグナスの戦闘台詞から、細菌の存在や消毒の概念も知っているようである。
地球とは幾らか生態系が違うらしく、フォルカはマグロやサメを知らず、ウマも存在しなかった。ただしネコは「ビョウ」という名で存在するようである。なお、修羅神以外のロボットのことは通常「機神」と呼ぶ。
なお修羅の世界観や戦闘演出、武器名は漫画『北斗の拳』に登場する修羅の国のオマージュとなっており、キャラクターの名前も多くは北斗七星から来ている。

### 羅国
『OG』の設定では、修羅界はいくつかの国家が割拠する状態であり、劇中に登場する修羅達はその中の「羅国」と呼ばれる国の民達である。羅国の王である「修羅王」の地位は、新しい強者が古い王を力で倒すことで代々継承されてきた。
『C3』では修羅は修羅王の力によって地球圏へ現れたことになっているが、『OG外伝』では修羅界が崩壊の危機に直面した中、羅国の民は修羅王アルカイドの誘いによってソーディアンへと乗り込み、地球圏へ転移してきた。なお、彼らはソーディアンのことを転空魔城（てんくうまじょう）と呼ぶ。

### 波国
『無限のフロンティアEXCEED スーパーロボット大戦OGサーガ』で名前のみ登場する国。読みは「はこく」。エンドレス・フロンティアに転移したのはあくまで一部であり、全体像・修羅界との関連は不明。修羅神は存在しないが、人間大のサイズの機動兵器「羅刹機」が存在する。

## 人物

### フォルカ・アルバーク
声優 : 松本保典
『COMPACT3』の主人公。たとえ相手が大切な人でも命を奪うまで戦わなければならない修羅の掟に疑問を感じ、修羅界を抜け出した青年。「機神拳」という独自の戦闘スタイルで戦う。戦いに関しては冷淡で妥協が無いが、日常的なことにはうとい。年齢は地球人に換算すると18歳前後。修羅軍に所属している時は将軍候補という立場であり、将軍たるマグナスを「如き」と一笑に伏す程の実力があるが、御前試合でフェルナンドに手をかけなかったことを問われ、結局実際に地位を獲得することはなかった。修羅神ヤルダバオトを操る。
アルカイドを打ち倒したことで修羅王として認められる。戦争終結後は修羅王の座に着く意志はないとしながらも、生き残った修羅達（『OG外伝』ではメイシス、フェルナンド、アリオンらも）を率いる立場となる。
専用BGMは「紅の修羅神」、「轟き、覇壊せし者」（『OG外伝』での神化後）。
『COMPACT3』では『機動戦士ガンダムΖΖ』のリィナ・アーシタ、『OG外伝』ではショウコ・アズマに影響され、修羅の戦いに疑問を持つこととなる。

### フェルナンド・アルドゥク
声優 : 高木渉
フォルカの義弟。かつてはフォルカの親友でありライバルだった。しかし、フォルカとの勝負に敗れた際、修羅の掟に反しとどめをさされなかったことから、彼のプライドは傷つけられフォルカを憎むようになる。ミザルに利用され怨念を暴走させてしまうが、フォルカによって救われた。
『COMPACT3』ではその後、メイシスと共にフォルカに協力しミザルを討つが、突如現れた修羅王からフォルカたちを逃がすため自ら捨石となって命を落とす。『OG外伝』ではアルティスの仇をとるためにフォルカたちとともにアルカイドやミザルと戦い、最後まで生き抜く。
フォルカ同様「機神拳」の使い手で修羅神ビレフォールを操る。専用BGMは「抗うべき宿命」（『COMPACT3』では「機神乱舞」、『OGs』ではフェルナンドのBGMが「機神乱舞」、ビレフォールのBGMが「抗うべき宿命」）。
なお『COMPACT3』では名字がフォルカと同じ「アルバーク」だったが、『OGs』で「アルドゥク」に変更された。

### アリオン・ルカダ
声優 : 渋谷茂
下級修羅のまとめ役「修羅頭」を務める。将軍候補にも選ばれるほどの実力を持つが、物事を深く考えず現実的で自分らしい戦い方と生き方を心情としているため、将軍の座を辞退し「自由戦士」と名乗っている。修羅神アガレスを操る。
『COMPACT3』ではフォルカたちと戦い、命を落とす。
『OG外伝』ではフォルカ達との戦いで傷ついたメイシスを保護、このときのやり取りから見るにメイシスに惚れているようである。その後はフォルカ側について修羅王と戦うこととなる。『COMPACT3』では能力値は抑えられていたが、『OG外伝』では他の修羅将軍格と同等の能力値となり、設定通りの実力となった。名前の由来は北斗七星のε星「アリオト」。
専用BGMは「往く先は風に訊け」。

### アルコ・カトワール
声優 : 麻生智久
ミザルの部下で、変身能力を持ち、潜入工作を行う。そのため「変幻のアルコ」と呼ばれている。修羅神に選ばれなかったため修羅神を操ることができず、現地調達した機体を使用する。
『COMPACT3』ではフェルナンドに化けてフォルカを動揺させようとしたが、見破られ倒された。『OG外伝』ではジャーダに化けてショウコを誘拐しようとしたり、ダーナルに化けてラージをミズホを騙し拉致した。また、ティスに化けてアルティスに止めを刺し、さらにメイシスをも葬ろうとするなど暗躍した。ミザルが修羅王となった暁には彼の「震」の名を貰い受け、間者総頭として「変震のアルコ」と名乗る予定であったが、ミザルともども敗れ去った。
乗機は『COMPACT3』ではフェルナンドに変装した状態でのビレフォール（神化）、『聖戦士ダンバイン』のドラムロ。『OG外伝』ではミロンガ。名前の由来は北斗七星のζ星「ミザール」の連星「アルコル」。
『COMPACT3』ではすべての能力値が全修羅の中でトップクラスだった。

### マグナス・アルド
声優 :宮澤正
修羅の巨漢。ミザルに付き従う将軍。彼から「震」の一字を授かり、「重震のマグナス」という二つ名を名乗る。性格は粗暴で野蛮、乗機ともども「拳法殺し」と自称する肥満体。修羅神アンドラスを操る。
『OG外伝』では初登場の際、ゼンガーの手によってダメージを受けたことを根に持っており、仕返し的な考えでゼンガーに奇襲を仕掛け、斬艦刀を使えなくするが、内蔵武器のことを知らなかったために完全な無力化にはいたらなかった。将軍であるにもかかわらず扱いはぞんざいで、下級修羅のフェルナンドから対等に口を聞かれている。最終的にはソーディアン内部で捨て駒に使われ、戦死した。

### メイシス・マルク
声優 : 山口由里子
修羅には珍しい女将軍で「氷槍のメイシス」の異名を持つ。その名の通り、覇気を氷に変えて戦う闘法を得意とする。アルティスの右腕的存在で、彼に好意をもっている。敵には容赦しないが、自身に従うものには寛容であり、その美貌もあいまって修羅内でも信奉者が多い。普段はアルティスに対してもあくまで修羅将軍としての態度を崩さないが、私的な場面では「アル」「メイ」と昔の愛称で呼び合うこともある。かつては「可愛いお嬢ちゃん」と形容できる頃もあったが、それを指摘するものは彼女の勘気を買うため、面と向かってその過去に触れられるのは怖いもの知らずのアリオンぐらいである。
『COMPACT3』ではアルティスの遺志を継ぎフォルカ、フェルナンドとともにミザルと戦うが、その後現れた修羅王からフォルカたちを逃がすため彼に戦いを挑み、命を落とす。『OG外伝』ではソーディアン内部でフォルカたちに戦いを挑み、その後アリオンに保護され撤退する。修羅神ペイリネスを操る。専用BGMは「修羅の掟」。
『COMPACT3』では数度交戦するが、『OG外伝』では交戦の機会は1度のみとなっている。

### アルティス・タール
声優 : 増谷康紀
修羅将軍の一人。修羅界のNo.2でフォルカとフェルナンドの義兄。覇気を炎に変えて戦う闘法を得意とする。「閃光のアルティス」の異名を持ち修羅王に匹敵する力を持つにもかかわらず、修羅王に絶対的な忠誠を誓っている。その一方で修羅の生き方に少なからず迷いを持つ一面もあり、その点からかフォルカの考えに期待を寄せていた。しかし同時に、己のやり方で修羅の未来を模索してもいた。彼の考えるやり方とは「剛」の支配者たるアルカイドを「柔」の者である自分が助けることで新たな道を見出すものであり、それまでの生き方そのものを覆そうとするフォルカとは道を違えることとなった。
『COMPACT3』ではミザルの謀略によってフォルカの前に試練として立ちはだかることとなる。『OG外伝』では修羅将軍として自らの意志でフォルカと戦い敗れた後、掟に従い死を望んだが、フォルカに拒否され、その行く道の助けになることを託される。だが、直後にティス（の姿に化けたアルコ）に不意打ちを食らい、第二撃からフォルカをかばう形で命を落とした。修羅神マルディクトを操る。
義弟のフォルカ、フェルナンドのどちらとも異なる苗字をしている。

### ミザル・トゥバル
声優 :大川透
修羅の軍師。「激震のミザル」の二つ名を取る。修羅王に修羅軍の指揮を一任されたことに乗じて謀反を起こすが、フォルカたちによって阻止された。修羅神グラシャラボラスを操る。力のみならず智謀にも長け、マグナスやアルコを手駒として従えていたり、技術や知識などを修羅王に重用されるだけに能力は高いのだが、自らの野心と修羅王の強大さに板ばさみとなるような面も見られる。『COMPACT3』では髭は無かったのだが、『OGs』では顎鬚があるデザインとなった。『OG外伝』では修羅王の古参の配下であったが、内心では翻意をもち、デュミナスと深く関わっている。
『COMPACT3』では修羅王に命じられフォルカたちに戦いを挑むが、怒りに燃えるフェルナンド、メイシスらも敵に回してしまったことであっさりと命を落とす。『OG外伝』ではアルコを使ってアルティスを始末し、修羅王の死後に自分が「新しい修羅王」になったと自負していたが、修羅王とフォルカ達との戦闘を通じてフォルカが（実質）次期修羅王となったことを知っていた下級修羅達は一人もついて行かなかった。結局デュミナスにより捨て駒にされ、フォルカ達によって倒された。専用BGMは「修羅の掟」。
名前の由来は北斗七星のζ星「ミザール」。

### アルカイド・ナアシュ
声優 :茶風林
修羅界の王。弱肉強食の修羅界で最も高い戦闘能力を持ち、機神拳の源流とされる覇皇拳を操る。修羅界が崩壊の危機にさらされたため、修羅界同様争いの絶えない地球に侵攻を行った。当初は次元転移にエネルギーを使い果たし修羅軍の指揮をミザルに一任していた。力を最大の価値に置く修羅達を治めるに足る圧倒的戦闘能力に加え、荒くれ者揃いの修羅達を統率するカリスマ性、奸計を巡らせ修羅王の座を狙うミザルをも否定しない大きな器を持つ。アルティス曰く「剛の者」。修羅達を力で従えその頂点に君臨しつつも、己を倒す若い修羅の出現を心待ちにしているフシがある。
将軍達の死を自らの力不足によるものとしながらも、力による支配という修羅の掟を貫き、新たな生き方を模索したフォルカらと修羅の命運をかけて戦う。修羅神エクスティムを操る。
『OG外伝』では、修羅界の国の一つ「羅国」の王であるという設定が追加された。
専用BGMは「修羅の掟」、「業拳にて覇道を往く者」（ラハ・エクスティム搭乗時）。
なお、『COMPACT3』では「修羅王」とのみ表記され、アルカイドの名は会話シーンで語られるのみ。名前の由来は北斗七星のη星「ベネトナシュ」と別名の「アルカイド」。

### グレダス・ミモザ
『告死鳥戦記』に登場。

## 修羅神
修羅軍が用いる機動兵器。修羅神の搭乗者は「繰者」と呼ばれ、修羅神は繰者の動きをトレースして動く。4つのランクに分けられており、烈、轟、超、天と右に行くほど格が高くなる。修羅神は繰者の生命エネルギーである「覇気（はき）」を吸収して稼動するため、修羅神の繰者となることは同時に生贄になることと同義である。ただし、戦闘で命を落とす可能性が高い修羅達にとっては寿命が減ることは些細な問題なため、修羅神に乗ることを躊躇うものはいない。轟級修羅神は神化（しんか）することで超級修羅神になる。ただし神化には大量の覇気を必要とするため、過去には神化に失敗して覇気を吸い尽くされ、死亡した修羅もいる。神化後の姿は繰者の戦歴や心のあり方に応じて変化するなど、そのメカニズムには謎が多い。
烈級以外の修羅神は自己修復能力を持っており、人手による保守整備が困難な点をある程度それで補っている。駆動系などは人工筋肉に近いものが用いられており、ダブルGと類似している。修羅神は失われた古代の超科学で作られたため、修羅側も修羅神の全てを理解しているわけではない。ラージ曰く修羅達にとってはロストテクノロジーであるらしい。そのため轟級修羅神の量産は現時点では不可能に近く、最も古いパーツでも300年以上前のものが使用されている。ただし、轟級をベースに動物をモチーフにし、全体的に簡略化した烈級を新たに作り出す程度の技術は持っている。
烈級修羅神の場合、ある程度の覇気と戦闘技能さえあれば誰でも搭乗可能だが、轟級以上は誰もが動かせるという代物ではなく、相応の実力を持ち、儀式を経て修羅神自身に選ばれる必要がある。また、修羅将軍になるためには轟級修羅神に認められた上で神化を成功させることが必要となる。轟級以上の修羅神は一種の自意識をもっているのではないかと考えられており、一度操者として認められたが最後、操者が死亡しない限り別の人物が搭乗することは不可能。強引に別の人物が搭乗を試みた場合、その人物は覇気を吸い尽くされて死亡する。劇中でも、ヤルダバオトの操縦座に近づいたラージやミズホ、エリなどが気絶して医務室送りとなっている。轟級以上の修羅神は自律行動が可能と言われるが詳細は不明。
『COMPACT3』では宇宙ステージが存在しないため、宇宙空間で活動できるか不明だったが『OGS』では問題なく使用可能である。

### 烈級修羅神

#### ハルパス
【 Halpas = Halphas = ソロモン72柱の悪魔の1人】
もっとも下位の修羅兵が使う一般的な修羅神。コウモリ型。コウモリをモチーフとしているだけあって、空を飛べ（ただし航続距離は長くなくスピードも速くないらしい）、超音波での攻撃を行ってくる。主に偵察・牽制に用いられる。デザインは宝木金太郎。

#### ボフリィ
【Bofry = Berith = ソロモン72柱の悪魔の1人】
修羅兵が使う一般的な修羅神。カメレオン型。機体の舌を、鞭のようにして攻撃を行う。また、機体の表面の色を自在に変更し、姿を消して行動することも出来る。その特異な戦法のため、上位の修羅神を倒すことさえ稀にあるという。デザインは宝木金太郎。

#### フラウス
【Flauros = ソロモン72柱の悪魔の1人】
修羅兵が使う一般的な修羅神。バッファロー型。角や鬣は、体当たり時の武器というだけでなく、射出し、飛び道具としても使える。主にパワー勝負を得意とする修羅が搭乗する。デザインは宝木金太郎。

#### グリモア
【grimoire = フランス語で魔術書を指す】
修羅兵が使う一般的な修羅神。アルマジロ型。両手自体が盾になっており、それを投擲したり、あるいは両手の盾を組み合わせることで機体全体を覆い、ホイールのように回転しながらの体当たり攻撃を行う。主にテクニックやスピードを活かした戦法を得意とする修羅が搭乗する。『OG外伝』で初登場。

#### シトリー
【Sitri = Sytry = Sytri = ソロモン72柱の悪魔の1人】
メイシスに付き従う女性修羅兵が使う一般的な修羅神。尻尾が2本あるので正確には猫ではなく猫叉型。女性専用というだけあって、機体のフォルムも女性的な雰囲気を持っている。猫の特性を忠実に再現しているらしく、喉に適度な衝撃を与えると能力が大幅に低下するという欠点を持つ。『OG外伝』で初登場。

### 轟級修羅神

#### ヤルダバオト
【Ialdabaoth = グノーシス主義における造物主（デミウルゴス）の固有名。ヤルダバオート。】
フォルカ・アルバークの操る轟級修羅神。ビレフォールとは兄弟機。近い間合いでの近接格闘戦を得意としている。轟級以上の修羅神は繰者を選ぶため、旧修羅城にビレフォールと共に300年近く眠っていた。轟級修羅神はもう数が少なく、その中でも特に貴重な修羅神であるとされる。初期の外装は赤色を基調とする。髪を振り乱して戦う様は荒々しいと同時に独特の雰囲気をもち、繰者フォルカが修羅達の間で名を知られる所以となっている。コウタ曰く「雷神」。
神化後は超級修羅神へと位が上がるが、その実力は天級にすら迫るほどと言われる。
『COMPACT3』では全身が白一色であり人間的なフォルムであったが、『OG外伝』では神化後のデザインに大幅な変更が行われ、外見は白を基調とした姿に変化し顔は完全な人型に、鋭角的なフォルムとパーツが増え髪の毛や機体の先端などが赤く染まった、荒々しくも穏やかなデザインとなった。
一般的に、より攻撃的な姿に神化する超級修羅神の中で神化後の姿が穏やかであるのは、修羅の新たな生き方を捜し求めるフォルカの有り様が影響したものである。
デザインは宝木金太郎。
必殺技
機神拳（きしんけん）
一瞬で相手の背後に回り、裏拳から連続蹴りで浮かせた後、渾身のパンチで吹き飛ばす。
機神双獣撃（きしんそうじゅうげき）
両腕に覇気を集め、獣のような形で打ち出す。
機神猛撃拳（きしんもうげきけん）
相手を覇気で捕らえた後、乱打を浴びせて打ち上げ、最後に跳び蹴りで止めを刺す。
轟覇機神拳（ごうはきしんけん）
自機の周囲を砕くほどにまで覇気を高め、相手に残像が残るほどの拳を浴びせた後、腕のパーツ（覇動吼）を展開して「覇龍（はりゅう）」と呼ばれる光の龍を打ち出し、相手を天高く吹き飛ばす奥義。
神化後の必殺技
機神拳
神化前と名前は同じだがまったく違う技になっている。こちらは眼光で相手をひるませ、悠然と歩を進ませながら目にも止まらぬ高速拳の連打を浴びせ、最後は空円脚と言う回転蹴りで締める。
真覇光拳（しんはこうけん）
両腕から覇気を連続で乱射する。全体攻撃。
真覇剛掌閃（しんはごうしょうせん）
放出した覇気で天と地を割き、相手に突撃。一動作ごとに大地を砕きながら拳と蹴りを連続で見舞った後、右のストレートで敵を岩山へ吹き飛ばし、岩盤が砕けるほどに深く叩きつける。どんな場所で使っても必ず背景が荒野になる。
真覇猛撃烈破（しんはもうげきれっぱ）
極限まで高めた覇気で生み出した双覇竜と呼ばれる竜で相手を閉じ込め、滅多打ちにした後で三匹目の覇龍と共に突撃する奥義。最後の一撃で打ち抜いた時、地上から雲の遥か上空まで打ち上げると言う演出が入る。

#### ビレフォール
【Valefor = ソロモン72柱の悪魔の1人】
フェルナンド・アルドゥクの操る修羅神。ヤルダバオトの同型機で近接格闘戦を得意とする。能力や必殺技もヤルダバオトと似通っているが、ヤルダバオトの轟覇機神拳に当たる一撃必殺の決め技を持たない（実際は機神轟撃拳が轟覇機神拳と全く同じ性能のため、ゲームとしては決め技は持っていることになる。『OG外伝』では設定通り機神猛撃拳と同程度の性能に修正されている）。フェルナンドの心に呼応して禍禍しい姿の機体に神化（パワーアップ）した。しかし、『OG外伝』では完全な神化は出来ず、真覇機神轟撃拳を使う時のみ神化する。なおその際、『COMPACT3』の姿になる直前、一時的にヤルダバオト（神化）に酷似した姿に変貌する。『COMPACT3』では初めから空を飛べる。
外装は青を基調とし、ヤルダバオトと対のデザインとなっている。ただし髪の毛の形状は異なっている。神化後は牙や爪が生えるなど、獣人を思わせる姿に変化する。
コウタ曰く「風神」。操者のフェルナンドは時折「轟撃の修羅神」と呼ぶ。デザインは宝木金太郎。
必殺技
機神拳
『COMPACT3』では「格闘」だった（神化後も、モーションは違えど名称はそのまま）。『OGS』『OG外伝』ではモーションはヤルダバオトと同一。
機神双衝撃（きしんそうしょうげき）
機神轟撃拳（きしんごうげきけん）
ヤルダバオトのものとほぼ同じだが、モーションの一部が違う。
真覇機神轟撃拳（しんはきしんごうげきけん）
『OG外伝』で追加された技。ヤルダバオト（神化）の「真覇猛撃烈破」に酷似している。ただしこちらは最後の突撃がなく、打ち上げで終了。

#### アガレス
【Agares = ソロモン72柱の悪魔の1人】
アリオンの操る修羅神。修羅界の伝承に残る魔獣・馬竜の姿を模しており、足が速い。一撃の威力はさほど高くないが、素早い身のこなしと手数でそれを補う。『OG外伝』では細部のデザインが変更され、尻尾が追加された。また、その外見からレーツェルに興味を持たれ、「黒い馬…あれもまたトロンベ」と評されている。デザインは宝木金太郎。
作中に登場した轟級修羅神の中で唯一神化を行わない。
必殺技
魔朧双破輪転（まろうそうはりんてん）
2体に分身し、両側から滅多打ちにした後吹き飛ばす。アガレスの技では最も威力が弱いが、アリオン曰く「奥義」。
魔朧百裂拳（まろうひゃくれつけん）
敵の懐に飛び込み、100連発の拳打を見舞う。最後は突き上げでトドメ。
魔朧幻千殺（まろうげんせんさつ）
双破輪転で空中に蹴り飛ばしたのち叩き落し、両側から百裂拳。最後は分身がサマーソルトで蹴り上げ、本体が空中から突撃してトドメ。アリオンは一撃ごとに数えているが、毎回百裂拳で舌を噛みそうになって諦めている。

#### ゼパル
『告死鳥戦記』に登場。

### 超級修羅神

#### マルディクト
アルティスの操る修羅神。ケンタウロス型の赤い機体で、炎を操る。修羅神は搭乗者の情の部分の成熟によって神化を行う事により、人の形に近くなる性質を持っている。この機体は、力と情の両面の性質の神化を行っており、そのため人の顔に近い顔をしている。
必殺技
紅蓮妖光弾（ぐれんようこうだん）
両腕に覇気を集め、燃え盛る炎として撃ち出す。
紅蓮衝撃波（ぐれんしょうげきは）
両腕を中心に炎を纏い、突撃して相手を掴み、反対の腕で殴り飛ばす。
奥義紅蓮魔炎陣（おうぎぐれんまえんじん）
眼前に陣を展開し、上空から光弾を降らせて動きを止める。その後、紅蓮衝撃波のモーションで突撃してトドメ。

#### アンドラス
【Andras = ソロモン72柱の悪魔の1人】
マグナスの操る修羅神。重量感のある巨大な機体で肉弾戦を行う。『OG外伝』では全体的に若干デザインが変更されているほか、マグナスの髪型に合わせてか髷が追加されている。脚部を持たず、底部と腕部に内蔵されたスラスターによって飛行する。その体系からエクセレンに気に入られている。デザインは宝木金太郎。
必殺技
巨霊焚天衝（きょれいふんてんしょう）
腹部を展開して放つエネルギー砲。
巨霊奔烈（きょれいぼんれつ）
連続体当たりで攻撃したあと、上から押しつぶしてトドメ。斬艦刀を壊したのもこの技。マグナス曰く、この技を見切れるのはアルカイドとミザルのみらしい。

#### ペイリネス
メイシスの操る修羅神。機動力があり、氷を操ることができる。『OG外伝』では、メイシスのもつ美意識と冷徹な精神が神化に影響を与えた結果の外観とされている。また、接近戦重視の修羅神としては珍しく遠距離戦を得意とする。
また、『COMPACT3』では氷壁粉塵破で相手を撃破すると共通の撃破モーションが発生しなかった。『第2次α』から採用された特殊撃破モーションと同じだが『COMPACT3』で発生するのは唯一この技のみ。デザインは宝木金太郎。
必殺技
氷槍乱舞（ひょうそうらんぶ）
高速回転し、機体周囲の槍を撃ち出す。
氷壁粉塵破（ひょうへきふんじんは）
吹雪を起こして敵を凍らせ、光弾をぶつけて氷塊諸共粉砕する。
秘儀氷華絢爛覇（ひぎひょうかけんらんは）
吹雪で敵を凍らせ、指先で突き刺して粉砕。攻撃時、メイシスのカットインが入る。

#### グラシャラボラス
【Glasyalabolas = ソロモン72柱の悪魔の1人】
ミザルの操る修羅神。飛行するドリルを下駄のようにはいており、このドリルを打ち出したり、直接体当たりする戦法をとる。『OG外伝』ではミザルがドリルに漢を見たため、この形状に神化したという設定になった。また、神化による変化以外にもミザルの手による改造が加えられている。この機体には覇気を使った攻撃がない。
必殺技
幻影波動覇（げんえいはどうは）
ドリルを回転させ、高速で突撃。
双蛇波動弾（そうじゃはどうだん）
烈級修羅神を呼び出して総攻撃をかけ、最後にハルパスが捕らえた敵目掛けてドリルを射出する。

### 天級修羅神

#### エクスティム
修羅王アルカイドの操る修羅神。
長大な腕と重厚な上半身、2足の前脚と4足の後脚をもつ異形の修羅神。その外観は修羅界の伝承に伝わる「覇龍（はりゅう）」と呼ばれる魔獣に跨った巨人の姿を模している。代々の修羅王ですら乗り手に選ばれず、長年旧修羅城に封印されていたが、近年になってアルカイドが封印を解き、ようやく繰者として認められた。なおエクスティムと同格の天級修羅神はもう1体存在するらしい。
一度撃墜することで下半身の四足部分が通常の人間のような二足状になった「ラハ・エクスティム」へと変化する。
必殺技
竜爪爆裂拳（りゅうそうばくれつけん）
飛び上がり、落下の勢いで組んだ手を叩きつける。そして、機体前部の爪で斬り飛ばしてトドメ。
重圧飛翔撃（じゅうあつひしょうげき）
落下の勢いで押しつぶし、尾で吹き飛ばす。
滅殺竜光砲（めっさつりゅうこうほう）
大地を隆起させて敵を押し上げ、機体下部の竜の光線でトドメ。

#### ラハ・エクスティム
エクスティムが変化した姿。『COMPACT3』と『OG外伝』でその設定が異なる。『COMPACT3』では単に下半身をパージしただけで、むしろ戦いやすいなどと登場キャラクターたちに言われていたが、『OG外伝』では神化した姿であるとされた。元々の凄まじい力から既に神化している修羅神だと他の修羅からは認識されていたために、アリオン等は大いに驚愕することになった。
ラハ・エクスティムは修羅界の伝承に伝わる魔神「魔覇神王」に酷似しており、その姿は並の修羅が目にすれば戦意を完全に喪失するが、アルカイドが認めた者は実力以上の力を発揮できるようになるという。『OG外伝』では、ラハ・エクスティムへの神化時に味方の精神ポイントが全回復する形で再現された。外観としては覇龍にあたる部分が消失し、エクスティムの前脚であった部位が両脚となっている。ただし腕部は変化していないため、腕だけが突出して巨大である。ラハとは修羅界の古い言葉で「真実」を意味するという。
必殺技
覇皇衝覇（はおうしょうは）
手から覇気を撃ち出して攻撃。
覇皇終焉波動覇（はおうしゅうえんはどうは）
光背を回転させ、生み出したエネルギーを集めて光弾に変え、撃ち出す。
覇皇破滅拳（はおうはめつけん）
背景が岩山に変わる。天を指で指し力を誇示した後、飛び降りて2連撃で打ち上げる。その相手を飛び上がって追い、地面に叩き付けて動きを止め、敵が山脈を貫通するほどの一撃を繰り出して締める。攻撃後には流星の演出が入る。

## 用語
覇動エンジン
修羅神の心臓。修羅神の中心部にある。繰者の覇気のコンバーターとなっている。
機髪
轟級以上の修羅神に装着されていることが多い毛髪状のパーツ。機能は修羅神により様々。
覇動吼
繰者の覇気を応用して放射するエネルギー武器（覇気を変換して撃ち出すビーム兵器のようなもの）。
轟級修羅神のヤルダバオトやビレフォールなどに搭載されている。

## 書籍
- バンプレスト『Super Robot Wars OG Official File GAIDEN』2007年。（『OG外伝』購入特典）

## ゲーム
- スーパーロボット大戦COMPACT3
- スーパーロボット大戦OG ORIGINAL GENERATIONS
- スーパーロボット大戦OG外伝
- 無限のフロンティアEXCEED スーパーロボット大戦OGサーガ